# Реакція Меєрвейна
Реакція Меєрвейна (англ. Meerwein reaction) — конденсація α,β-ненасичених карбонільних сполук зі солями арилдіазонію (каталізується солями міді), яку ведуть у воді або органічних розчинниках, що змішуються з водою (пр., ацетон, піридин).
RCH=CHR' + ArN2X → RCH=C(Ar)CR' (або R(Ar)C=CHR')
Інше спрямування реакції — галогенарилювання по кратних зв'язках.
RCH=CHR' + ArN2X → RCHX–C(Ar)CR' (або R(Ar)C–CHR')